# گناه و ثواب (فیلم ۱۹۷۴)
گناه و ثواب (به هندی: Paap aur punya) فیلمی محصول سال ۱۹۷۴ و به کارگردانی پرایاگ راج است. در این فیلم بازیگرانی همچون شاشی کاپور، شارمیلا تاگور، آجیت خان، پینچو کاپور، آچالا ساچدو، ایندرانی موکرجی، آسرانی، آرونا ایرانی، مراد ایفای نقش کرده‌اند.

## خلاصه داستان
بالبیر سینگ طی دسیسه‌ای حکومت را از چنگ برادرش راجا گجراج درآورده و خود به تخت سلطنت تکیه می‌زند. همسر راجا در حالی که در زندان بالبیر اسیر است فرزندان دوقلو به دنیا می‌آورد اما با کمک یک خواهر روحانی جای یکی از آنها را با فرزند اصلی بالبیر سینگ عوض می‌کند و خود با دیگری می‌گریزد. بالبیر بی‌خبر از همه جا برادرش و فرزند خودش را با این تصور که او برادر زاده‌اش است در اتاق گاز خفه می‌کند. سالها می‌گذرد و اکنون هر کدام از دوقلوها زندگی متفاوتی در پیش گرفته‌اند. کنگا سینگ به عنوان پسر بالبیر سینگ در قامت یک راجکومار اشراف‌زاده و جوالا سینگ در هیبت یک خلافکار بدنام و تحت تعقیب و…

## بازیگران و صداپیشگان
| نقش               | بازیگر        | دوبلور             |
| کنگا سینگ         | شاشی کاپور    | منوچهر والی‌زاده    |
| جوالا سینگ        | شاشی کاپور    | منوچهر والی‌زاده    |
| جوگنی             | شارمیلا تاگور | ایران بزرگمهری راد |
| بالبیر سینگ       | آجیت خان      | صادق ماهرو         |
| تایگر             | پینچو کاپور   | سیامک اطلسی        |
| مادر کنگا و جوالا | آچالا ساچدو   | زهرا آقارضا        |
| راجا گجراج سینگ   | مراد          | ولی‌الله مؤمنی      |